# Biggar (South Lanarkshire)
Pour les articles homonymes, voir Biggar.
Biggar (gaélique écossais : Bigear (gd)) est une ville et un ancien burgh d'Écosse, située dans le council area du South Lanarkshire, la région de lieutenance et ancien comté du Lanarkshire. Elle est située dans la Région du sud, près de la rivière Clyde, à environ 30 miles d'Édimbourg sur la A 702. Les communes les plus proches sont Lanark et Peebles, et en tant que tel Biggar sert une large zone rurale. La population de la ville en 2001 était de 2098, bien que le recensement mi-2008 estime qu'elle est passée à 2280.